# Tellegen (geslacht)
Tellegen is een uit Gietelo afkomstig geslacht dat onder andere medici, juristen, bestuurders en hoogleraren leverde.

## Geschiedenis
De stamreeks begint met Jan (Johan) Telgen, Telli(n)gen die van 1622 tot 1651 wordt vermeld als waard in "die herberghe, genaempt in den Nymwegen, toe Gieteloo". Ook zijn zoon vervulde die functie. In latere generaties werden leden geneesheer, militair, religieus en bestuurders op lokaal, provinciaal en nationaal niveau.
Het geslacht werd in 1944 opgenomen in het genealogische naslagwerk Nederland's Patriciaat.

## Enkele telgen
Dr. Reinoldus Lambertus Tellinger, Tellegen (1733-1795), geneesheer
- Hendrikus Christofforus Tellegen (1765-1833), officier, wijnhandelaar
  - Bernardus Wilhelmus Jacobus Tellegen (1808-1842), officier
    - Isidore Louis Bernard Edmon Tellegen (1836-1902), officier; uit zijn relatie met Anna Maria van Dommelen (1844-1917) kreeg hij:
      - Lou Tellegen (1883-1934), acteur en regisseur
- Jacobus Antonius Tellegen (1771-1855), generaal-majoor, plaatselijk commandant, laatstelijk te 's-Gravenhage
- Dr. Antonius Otto Hermannus Tellegen (1772-1830), geneesheer
  - Dr. Reinoldus Jacobus Tellegen (1811-1883), geneesheer
    - Franciscus Philippus Antonius Tellegen (1845-1888), azijnfabrikant
      - Reinoldus Jacobus Josephus Maria Tellegen (1872-1942), azijnfabrikant, lid gemeenteraad en wethouder van Zwolle, lid van Provinciale en Gedeputeerde Staten van Overijssel

    - Dr. Antonius Otto Hermannus Tellegen, heer van Blankenburg (1848-1904), psychiater
      - Ruphina Anna Maria Tellegen (1882-1963); trouwde in 1904 met Alexander Hubertus Carolus Maria Vos de Wael (1870-1945), burgemeester

    - Mr. Johan Adelbert Tellegen (1850-1919), kantonrechter te Groningen, lid Provinciale en buitengewoon lid van Gedeputeerde Staten  van Groningen
    - Cornelia Johanna Maria Tellegen (1853-1934); trouwde in 1885 met mr. Alphonsus Bernardus Maria Hanlo (1843-1921), vicepresident van de Hoge Raad der Nederlanden

  - Prof. mr. Bernardus Dominicus Hubertus Tellegen (1823-1885), hoogleraar staats- en volkenrecht te Groningen, lid van Provinciale Staten van Groningen
    - Mr. Antonius Otto Hermannus Tellegen (1856-1920), president arrondissementsrechtbank te 's-Gravenhage
      - Mr. Bernardus Dominicus Hubertus Tellegen (1885-1964), griffier Provinciale Staten van Zeeland
      - Johanna Sippina Boldewina Adriana Tellegen (1890-1981); trouwde in 2e echt met Louis Henry Arnold Cardinaals (1895-1948), kunstschilder
      - Mr. Pieter Helenus Wigbold Floris Tellegen (1895-1977), burgemeester van Terneuzen

    - Ir. Jan Willem Cornelis Tellegen (1859-1921), burgemeester van Amsterdam
      - Bernardus Dominicus Hubertus Tellegen (1888-1920), houtvester
        - Jan Willem Cornelis Tellegen (1913-1989), burgemeester van Wijhe

      - Ir. Cornelis Tellegen (1889-1960), ingenieur
        - Theodoor Tellegen (1915-2007), technicus
          - Jan Willem Cornelis Tellegen
            - Ockje Caroline Tellegen (1974), Tweede Kamerlid

      - Johanna Sepina Boldewina Adriana Tellegen (1892-1944); trouwde in 1923 met Johannes Beumer (1883-1953), luitenant-generaal
      - Mr. Marie Anne Tellegen (1893-1976), verzetsstrijder en directeur van het Kabinet der Koningin

    - Dr. Bernardus Tellegen (1866-1929), ondervoorzitter van de Centrale Raad van Beroep voor Ongevallenverzekeringen te Utrecht
      - Anna Judith Tellegen (1898-1981); trouwde in 1927 met prof. mr. Jan Simon van der Aa (1865-1944), hoogleraar te Groningen, secretaris-generaal van de Commission internationale pénale et pénitentiaire
      - Prof. dr. ir. Bernardus Dominicus Hubertus Tellegen (1900-1990), elektrotechnisch ingenieur en wetenschapper, naamgever van de Stelling van Tellegen
      - Antonius Otto Hermannus Tellegen (1907-1977), geneesheer
        - Prof. dr. Egbert Tellegen (1937), lector sociologie (1971-1976), daarna hoogleraar milieukunde (1988-2002) aan de Universiteit van Amsterdam
        - Antonius Otto Hermannus (Toon) Tellegen (1941), schrijver, arts en dichter
          - Boris Tellegen (1968), beeldhouwer

Geslachten die opgenomen zijn in het sinds 1910 verschijnende genealogische naslagwerk Nederland's Patriciaat. Lijst volgens opgave van het CBG Centrum voor familiegeschiedenis.
A · B · C · D · E · F · G · H · I · J · K · L · M · N · O · P · Q · R · S · T · U · V · W · Y · Z